# Johann I. (Holland)
Johann I. (* 1284; † 10. November 1299 in Haarlem) war Graf von Holland von 1296 bis 1299. Er erbte die Grafschaft, nachdem sein Vater Florens V. ermordet worden war.
Kurz nach seiner Geburt, im April 1285, wurde Johann aufgrund von Verhandlungen zwischen Florens und König Eduard I. von England mit Eduards Tochter Elisabeth verlobt. Wenig später wurde Johann zur Erziehung nach England an den königlichen Hof geschickt. 1296, nach dem Mord an seinem Vater, holte Eduard I. einige englandfreundliche holländische Adlige zu sich, darunter Johann III. von Renesse und Wolfhart I. von Borsselen. Am 7. Januar 1297 wurden Johann und Elisabeth getraut, kurz darauf, und nachdem er das Versprechen abgegeben hatte, den Rat von Renesse und Borsselen zu beachten, durfte Johann nach Holland zurückkehren. Elisabeth, die ihrem Ehemann nicht folgen wollte, blieb vorerst in England zurück; erst nachdem sie mit Teilen der Familie das Weihnachtsfest in Gent verbracht hatte, kam sie 1298 nach Holland.
Johann von Renesse wurde Regent für den Grafen, der ihn allerdings am 30. April 1297 durch Wolfhart von Borsselen ablöste. Borsselen verfolgte eine Politik der Neutralität zwischen England und Flandern, geriet aber in einen Konflikt mit der Stadt Dordrecht, wo er am 30. August 1299 vom Volk getötet wurde. Daraufhin übernahm Graf Johann von Hennegau, ein Vetter von Florens V., für wenige Monate die Regentschaft. Johann I. von Holland starb noch im gleichen Jahr, am 10. November 1299, 15-jährig und ohne Nachkommen, offiziell an Dysenterie, Gerüchten zufolge jedoch eines unnatürlichen Todes.
Mit ihm erlosch das holländische Grafenhaus der Gerulfinger. Sein Nachfolger wurde der Regent Johann von Hennegau, mit dem eine Personalunion zwischen Holland und Hennegau begann, die erst durch die Ablösung der Niederlande von der habsburgischen Herrschaft endete.
Drei Jahre nach Johanns Tod heiratete seine Witwe Humphrey de Bohun, 4. Earl of Hereford.